# Жогорку Кенеш
Жогорку́ Кене́ш (кирг. Жогорку Кеңеши — в перекладі з киргизької "Верховна Рада") — однопалатний парламент Киргизької Республіки, найвищий законодавчий орган держави. До складу Жогорку Кенеш входять 120 депутатів.

## Історія
Першим Жогорку Кенеш офіційно вважається 12 скликання Верховної ради Киргизької РСР, що йменується «легендарним парламентом».
Від 1995 до 2000 року депутати до лав парламенту обирались за мажоритарною системою. Він складався з двох палат — Законодавчих зборів і Зборів народних представників. Після реформи 1998 року Законодавчі збори складались з 60 депутатів (замість 35), з яких 15 обирались за партійними списками. Збори народних представників складались із 45 депутатів (замість 70).
2005 року було обрано однопалатний парламент, що складався з 75 депутатів, обраних за мажоритарною системою. Відповідно до статті 70 Конституції Киргизької Республіки, яку було ухвалено на референдумі 27 червня 2010 року, склад парламенту було розширено до 120 депутатів (замість 90), що обираються на п'ятирічний термін за партійними списками.

## Скликання
- 1995 — перше скликання
- 2000 — друге скликання
- 2005 — третє скликання
- 2007 — четверте скликання. Навесні 2010 року в зв'язку з державним переворотом Жогорку Кенеш був розпущений тимчасовим урядом. Пізніше, 6 липня того ж року, Центральна виборча комісія видала постанову про припинення повноважень Жогорку Кенеш 4-го скликання[1]
- 2010 — п'яте скликання. Вибори відбулись 10 жовтня. До складу парламенту увійшли представники 5 партій
- 2015 — шосте скликання. Вибори відбулись 4 жовтня. Відповідно до нового виборчого права, для проходження до парламенту партії мають набрати 7 % голосів від числа тих, хто голосував, і 0,7 % у кожній області[2]. Відповідно до офіційних даних до лав  парламенту увійшли 6 партій[3].
- 2020 — сьоме скликання.
- 2021 — восьме скликання.

Склад парламенту сьомого скликання
- СДПК — 38 місць
- Республіка-Ата Журт — 28 місць
- Киргизстан — 18 місць
- Онугуу-Прогрес — 13 місць
- «Бір Бол» — 12 місць
- Бутун Киргизстан — 6 місць